# Соснівська міська рада
Соснівська міська рада — орган місцевого самоврядування у складі Шептицького району Львівської області з адміністративним центром у місті районного значення Соснівці.

## Загальні відомості
Соснівська міська рада утворена у 1968 році. Територією ради протікає річка Західний Буг.

## Населені пункти
Міській раді підпорядковані населені пункти:
- м. Соснівка

## Склад ради
Рада складається з 34 депутатів та голови.

### Керівний склад попередніх скликань
| ПІБ                           | Основні відомості                          | Дата обрання | Дата звільнення |
| ----------------------------- | ------------------------------------------ | ------------ | --------------- |
| Харчук Ірина Теодорівна       | Міський голова, 1970 року народження       | 26.03.2006   | 31.10.2010      |
| Вдовцов Валентин Анатолійович | Міський голова, 1961 року народження       | 03.11.2010   | 14.04.2011      |
| Курінна Наталія Миронівна     | В.о. міського голови,1980 року народження  | квітень 2011 | 18.09.2011      |
| Дуброва Євгенія Михайлівна    | Міський голова, 1957 року народження       | 18.09.2011   | квітень 2014    |
| Курінна Наталія Миронівна     | В.о. міського голови, 1980 року народження | квітень 2014 | 29.10.2015      |
| Харчук Ірина Теодорівна       | Міський голова, 1970 року народження       | 29.10.2015   |                 |

Примітка: таблиця складена за даними джерела

### Депутати
За результатами місцевих виборів 2010 року депутатами ради стали:

#### За суб'єктами висування
| Суб'єкт висування                                       | Кількість обраних депутатів | %    |
| ------------------------------------------------------- | --------------------------- | ---- |
| Політична партія Всеукраїнське об'єднання «Свобода»     | 9                           | 26,5 |
| Політична партія «Фронт Змін»                           | 8                           | 23,5 |
| Політична партія Всеукраїнське об'єднання «Батьківщина» | 6                           | 17,6 |
| Політична партія «Сильна Україна»                       | 4                           | 11,8 |
| Партія регіонів                                         | 3                           | 8,8  |
| Політична партія «Наша Україна»                         | 3                           | 8,8  |
| Політична партія «Третя Сила»                           | 1                           | 2,9  |

#### За округами
| № округу | Прізвище, ім'я, по батькові      | Дата визнання обраним | Освіта         | Партійна приналежність                        | Відомості про обраного депутата                      |
| -------- | -------------------------------- | --------------------- | -------------- | --------------------------------------------- | ---------------------------------------------------- |
| б/м      | Головін Ярослав Володимирович    | 03.11.2010            | Освіта вища    | член Партії регіонів                          | приватний підприємець                                |
| б/м      | Кунта Юрій Степанович            | 03.11.2010            | Освіта вища    | позапартійний                                 | Шахта «Великомостівська», директор                   |
| 16       | Щербань Володимир Леонідович     | 03.11.2010            | Освіта вища    | позапартійний                                 | Великомостівська лікарня, зав. дитячим відділом      |
| б/м      | Тучапець Василь Федорович        | 03.11.2010            | Освіта вища    | член Всеукраїнського об'єднання «Батьківщина» | приватний підприємець                                |
| б/м      | Остасюк Ігор Григорович          | 12.11.2010            | Освіта вища    | член Всеукраїнського об'єднання «Батьківщина» | Ш-та «Лісова», механік                               |
| 5        | Коляда Наталія Володимирівна     | 03.11.2010            | Освіта середня | член Всеукраїнського об'єднання «Батьківщина» | СП «Київ-Захід», продавець                           |
| 9        | Ясеницький Роман Орестович       | 03.11.2010            | Освіта вища    | член Всеукраїнського об'єднання «Батьківщина» | ЧНВК, вчитель                                        |
| 11       | Філевич Світлана Андріївна       | 03.11.2010            | Освіта вища    | позапартійна                                  | ВАТ «Ощадбанк», касир                                |
| 17       | Віліх Владислав Володимирович    | 03.11.2010            | Освіта вища    | член Всеукраїнського об'єднання «Батьківщина» | пенсіонер                                            |
| б/м      | Цибух Василь Петрович            | 03.11.2010            | Освіта вища    | член Всеукраїнського об'єднання «Свобода»     | Шахта «Відродження», комерційний директор            |
| б/м      | Брухаль Володимир Ярославович    | 03.11.2010            | Освіта вища    | член Всеукраїнського об'єднання «Свобода»     | ДП «Дирекція по будівництву об'єктів», енергетик     |
| б/м      | Торосян Амалія Айказівна         | 03.11.2010            | Освіта середня | член Всеукраїнського об'єднання «Свобода»     | Догляд за дитиною інвалідом І групи                  |
| б/м      | Мойко Роман Петрович             | 12.11.2010            | Освіта вища    | член Всеукраїнського об'єднання «Свобода»     | ПП Політел, зав. складу                              |
| б/м      | Корнило Олександра Григорівна    | 23.11.2010            | Освіта середня | член Всеукраїнського об'єднання «Свобода»     | «Львівсистеменерго», оператор                        |
| 1        | Остапик Юрій Андрійович          | 03.11.2010            | Освіта середня | член Всеукраїнського об'єднання «Свобода»     | ПП «Остапик», директор                               |
| 3        | Данилович Ігор Степанович        | 03.11.2010            | Освіта середня | член Всеукраїнського об'єднання «Свобода»     | ПП «Данилович», директор                             |
| 4        | Криволап Олександр Олександрович | 03.11.2010            | Освіта вища    | член Всеукраїнського об'єднання «Свобода»     | ТзОВ «Трансбудкомпані», інженер ВТВ                  |
| 10       | Шевчук Ігор Васильович           | 03.11.2010            | Освіта середня | член Всеукраїнського об'єднання «Свобода»     | тимчасово не працює                                  |
| б/м      | Каралюс Мирослав Антонович       | 03.11.2010            | Освіта середня | член Політичної партії «Наша Україна»         | пенсіонер                                            |
| 2        | Катарина Ірина Михайлівна        | 03.11.2010            | Освіта вища    | позапартійна                                  | ЧНВК № 13, заступник директора                       |
| 8        | Бусько Тетяна Іванівна           | 03.11.2010            | Освіта вища    | позапартійна                                  | ЧНВК № 13, вчитель                                   |
| б/м      | Семенчук Віктор Леонтійович      | 03.11.2010            | Освіта вища    | член Політичної партії «Сильна Україна»       | приватний підприємець, директор                      |
| б/м      | Байор Ігор Володимирович         | 03.11.2010            | Освіта вища    | позапартійний                                 | ДВАТ шахта «Надія», начальник штабу цо               |
| 7        | Кузьмів Сергій Андрійович        | 03.11.2010            | Освіта середня | член Політичної партії «Сильна Україна»       | Соснівська міська лікарня, фельдшер швидкої допомоги |
| 13       | Зелений Ігор Андрійович          | 03.11.2010            | Освіта вища    | член Політичної партії «Сильна Україна»       | ДВАТ Шахта «Надія», заступник начальника ДПР         |
| 6        | Бусигіна Тетяна Олексіївна       | 03.11.2010            | Освіта вища    | позапартійна                                  | фізична особа-підприємець                            |
| б/м      | Курінна Наталія Миронівна        | 03.11.2010            | Освіта вища    | член Політичної партії «Фронт Змін»           | Соснівський народний дім, заступник директора        |
| б/м      | Стецик Роман Миронович           | 03.11.2010            | Освіта вища    | член Політичної партії «Фронт Змін»           | пенсіонер                                            |
| б/м      | Рябчук Оксана Юріївна            | 03.11.2010            | Освіта вища    | член Політичної партії «Фронт Змін»           | Червоноградська загальноосвітня школа № 14, вчитель  |
| б/м      | Хайло Віктор Юрійович            | 03.11.2010            | Освіта вища    | член Політичної партії «Фронт Змін»           | ПП «Вілкан», директор                                |
| б/м      | Гаджера Михайло Миколайович      | 03.11.2010            | Освіта вища    | член Політичної партії «Фронт Змін»           | приватний підприємець                                |
| 12       | Бекерський Віталій Михайлович    | 03.11.2010            | Освіта вища    | член Політичної партії «Фронт Змін»           | приватний підприємець                                |
| 14       | Федонюк Сергій Миколайович       | 03.11.2010            | Освіта вища    | член Політичної партії «Фронт Змін»           | Соснівська міська лікарня, масажист                  |
| 15       | Заблоцький Андрій Омелянович     | 03.11.2010            | Освіта вища    | член Політичної партії «Фронт Змін»           | ПП «Вілкан», заступник директора                     |